# Leichtathletik-Länderkampf der Männer 1974 Frankreich – BR Deutschland – Kanada
| 16. Leichtathletik-Länderkampf mit bundesdeutscher Beteiligung 1974 | 16. Leichtathletik-Länderkampf mit bundesdeutscher Beteiligung 1974 |
| ------------------------------------------------------------------- | ------------------------------------------------------------------- |
|                                                                     |                                                                     |
| Ländervergleich der Männer: Frankreich – BR Deutschland – Kanada    |                                                                     |
| Austragungsort                                                      | Clermont-Ferrand                                                    |
| Wettbewerbe                                                         | 20                                                                  |
| Datum                                                               | 13./14. Juli                                                        |
| 1. CAN 2. FRA 3. FRG                                                | 146 Punkte 144 Punkte 130 Punkte                                    |
| Chronik                                                             |                                                                     |
| ← FRG-POL (F)                                                       | URS-FRG/FRG-USA00 10kampf (M) →                                     |

Den sechzehnten Vergleich des Länderkampfjahres 1974 trugen die bundesdeutschen Männer am 13./14. Juli in der Auvergne im französischen Ort Clermont-Ferrand gegen Frankreich und Kanada aus. Da zum selben Termin ein Länderkampf mit Polen stattfand, traf die bundesdeutsche Mannschaft in Clermont-Ferrand in Zweitbesetzung an. Die gemeinsame Dreierbegegnung mit Frankreich und Kanada war eine Premiere.

## Wettbewerbe und Modus
Auf dem Programm standen die bei Länderkämpfen üblichen zwanzig Disziplinen. Aus dem olympischen Wettbewerbskatalog fehlten nur der Marathonlauf, die beiden Gehwettbewerbe und der Zehnkampf. Am Start waren zwei Teilnehmer je Land und Wettbewerb. Die Punkte in den Einzeldisziplinen wurden nach folgendem System verteilt: 1. Platz: 7 Punkte / 2. Pl.: 5 P. / 3. Pl.: 4 P. / 4. Pl.: 3 P. / … In den Staffeln gab es sieben zu vier zu zwei Punkte.

## Ergebnis
Von den Einzelläufen gewann Frankreich vier, Kanada drei und die Bundesrepublik einen. Außerdem teilten sich die bundesdeutschen Läufer je einen Disziplingewinn mit Frankreich und Kanada. Eine Staffel ging an Kanada, die andere an Frankreich. Die Kanadier entschieden zwei Wettbewerbe im Bereich Sprung für sich. Je einen Disziplingewinn verzeichneten hier die Bundesrepublik und Frankreich. In der Kategorie Wurf/Stoß erzielten die kanadischen und bundesdeutschen Athleten je zwei Siege. Damit siegte das Team aus Kanada in diesem Aufeinandertreffen mit 146 Punkten. Nur zwei Punkte zurück folgte Frankreich auf dem zweiten Platz. Die bundesdeutschen Vertreter fanden sich mit ihren Athleten aus der zweiten Reihe mit 130 Punkten am Ende auf Rang drei wieder.

## Legende
Kurze Übersicht zur Bedeutung der Symbolik – so üblicherweise auch in sonstigen Veröffentlichungen verwendet:
| DNF | nicht im Ziel (did not finish) |

## Resultate

### 100 m
| Platz | Athlet            | Land | Zeit (s) |
| ----- | ----------------- | ---- | -------- |
| 1     | Marvin Nash       | CAN  | 10,5     |
| 2     | Reinhard Borchert | FRG  | 10,7     |
| 3     | Lucien Rechal     | FRA  | 10,7     |
| 4     | Hugh Fraser       | CAN  | 10,7     |
| 5     | Serge Dalbon      | FRA  | 11,0     |
| 6     | Günter Wessing    | FRG  | 11,1     |

Datum: 13. Juli

### 200 m
| Platz | Athlet          | Land | Zeit (s) |
| ----- | --------------- | ---- | -------- |
| 1     | Eric Bigon      | FRA  | 21,4     |
| 2     | Marvin Nash     | CAN  | 21,4     |
| 3     | Jean Mayer      | FRA  | 21,4     |
| 4     | Uwe Schläfer    | FRG  | 21,6     |
| 5     | Karlheinz Klotz | FRG  | 21,7     |
| 6     | Hugh Fraser     | CAN  | 21,7     |

Datum: 14. Juli

### 400 m
| Platz | Athlet             | Land | Zeit (s) |
| ----- | ------------------ | ---- | -------- |
| 1     | Glenn Bogue        | CAN  | 47,0     |
| 2     | Dieter Kawan       | FRG  | 47,4     |
| 3     | Ronald Jackson     | CAN  | 47,6     |
| 4     | Hugues Roger       | FRA  | 48,0     |
| 5     | Volker Kolletzky   | FRG  | 48,3     |
| 6     | Jean-Jacques David | FRA  | 48,3     |

Datum: 13. Juli

### 800 m
| Platz | Athlet           | Land | Zeit (min) |
| ----- | ---------------- | ---- | ---------- |
| 1     | Joachim Strauß   | FRG  | 1:49,6     |
| 2     | Peter Richardson | CAN  | 1:49,6     |
| 3     | Heinz Langenbach | FRG  | 1:50,7     |
| 4     | Randy Makolosky  | CAN  | 1:50,8     |
| 5     | Henri Romero     | FRA  | 1:52,6     |
| 6     | Philippe Meyer   | FRA  | 1:57‚4     |

Datum: 14. Juli

### 1500 m
| Platz | Athlet           | Land | Zeit (min) |
| ----- | ---------------- | ---- | ---------- |
| 1     | Peter Spir       | CAN  | 3:45,7     |
| 2     | Jean-Michel Adam | FRA  | 3:46,5     |
| 3     | Jost Wollstein   | FRG  | 3:46,6     |
| 4     | Christoph Engel  | FRG  | 3:47,3     |
| 5     | Paul Craig       | CAN  | 3:48,5     |
| 6     | Alain Caron      | FRA  | 3:50,0     |

Datum: 14. Juli

### 5000 m
| Platz | Athlet           | Land | Zeit (min) |
| ----- | ---------------- | ---- | ---------- |
| 1     | Grant McLaren    | CAN  | 14:01,0    |
| 2     | Jean-Paul Gomez  | FRA  | 14:13,8    |
| 3     | René Jourdan     | FRA  | 14:16,0    |
| 4     | Ingo Sensburg    | FRG  | 14:34,0    |
| 5     | Winfried Hellwig | FRG  | 14:38,4    |
| 6     | Ross Munro       | CAN  | 14:55,7    |

Datum: 14. Juli

### 10.000 m
| Platz | Athlet              | Land | Zeit (min) |
| ----- | ------------------- | ---- | ---------- |
| 1     | Dan Shaughnessy     | CAN  | 28:45,8    |
| 2     | Lucien Rault        | FRA  | 28:56,4    |
| 3     | Tom Howard          | CAN  | 29:19,4    |
| 4     | André Gloaguen      | FRA  | 29:38,0    |
| 5     | Karl-Ulrich Freitag | FRG  | 29:47,0    |
| 6     | Jochen Schirmer     | FRG  | 30:04,0    |

Datum: 13. Juli

### 110 m Hürden
| Platz | Athlet           | Land | Zeit (s) |
| ----- | ---------------- | ---- | -------- |
| 1     | Marc Noé         | FRA  | 14,2     |
| 2     | Daniel Taillon   | CAN  | 14,6     |
| 3     | Jacques Desbois  | FRA  | 14,6     |
| 4     | Volker Warbende  | FRG  | 14,7     |
| 5     | George Neeland   | CAN  | 15,3     |
| 6     | Thomas Hemmerich | FRG  | 15,6     |

Datum: 14. Juli

### 400 m Hürden
| Platz | Athlet             | Land | Zeit (s) |
| ----- | ------------------ | ---- | -------- |
| 1     | Michel Pradret     | FRA  | 51,5     |
| 2     | Georg Nückles      | FRG  | 51,7     |
| 3     | David Jarvis       | CAN  | 52,4     |
| 4     | Jean-Claude N'Lomo | FRA  | 52,7     |
| 5     | Dieter Friedrich   | FRG  | 53,2     |
| 6     | Hamlin Grange      | CAN  | 53,5     |

Datum: 14. Juli

### 3000 m Hindernis
| Platz | Athlet            | Land | Zeit (min) |
| ----- | ----------------- | ---- | ---------- |
| 1     | Jean-Paul Villain | FRA  | 8:38,0     |
| 2     | Willi Wagner      | FRG  | 8:48,8     |
| 3     | Wolfgang Soukup   | FRG  | 8:53,4     |
| 4     | Graham Hutchison  | CAN  | 8:54,4     |
| 5     | Marc Masselot     | FRA  | 8:58,2     |
| 6     | Dave Kerr         | CAN  | 8:58,2     |

Datum: 14. Juli

### 4 × 100 m Staffel
| Platz | Besetzung      | Land                                                          | Zeit (s) |
| ----- | -------------- | ------------------------------------------------------------- | -------- |
| 1     | Frankreich     | Eric Bigon Marc Davidovici Lucien Rechal Jean Mayer           | 39,7     |
| 2     | BR Deutschland | Günter Wessing Karlheinz Klotz Uwe Schläfer Reinhard Borchert | 40,4     |
| 3     | Kanada         | Claude Montmigny Albin Dukowski Hugh Fraser Marvin Nash       | 40,5     |

Datum: 13. Juli

### 4 × 400 m Staffel
| Platz | Besetzung      | Land                                                         | Zeit (min)             |
| ----- | -------------- | ------------------------------------------------------------ | ---------------------- |
| 1     | Kanada         | Glenn Bogue Bill Kennedy Ronald Jackson Hugh Fraser          | 3:08‚7                 |
| 2     | Frankreich     | Hugues Roger Georges Biville Boutier Lionel Malingre         | 3:10,4                 |
| DNF   | BR Deutschland | Franz-Josef Gleen Günter Karge Gerhard Schröder Dieter Kawan | Schlussläufer verletzt |

Datum: 14. Juli

### Hochsprung
| Platz | Athlet          | Land | Höhe (m) |
| ----- | --------------- | ---- | -------- |
| 1     | Dean Bauck      | CAN  | 2,15     |
| 2     | Gérard Lamy     | FRA  | 2,08     |
| 3     | Franck Bonnet   | FRA  | 2,05     |
| 4     | Greg Joy        | CAN  | 2,05     |
| 5     | Otmar Seehorsch | FRG  | 2,00     |
| 6     | Jochen Schieker | FRG  | 2,00     |

Datum: 13. Juli

### Stabhochsprung
| Platz | Athlet            | Land | Höhe (m) |
| ----- | ----------------- | ---- | -------- |
| 1     | Bruce Simpson     | CAN  | 5,20     |
| 2     | Patrick Abada     | FRA  | 5,00     |
| 3     | Georges Riou      | FRA  | 4,90     |
| 4     | Ken Wenman        | CAN  | 4,80     |
| 5     | Ulrich Steinacker | FRG  | 4,50     |
| 5     | Wolfgang Mohr     | FRG  | 4,50     |

Datum: 14. Juli

### Weitsprung
| Platz | Athlet             | Land | Weite (m) |
| ----- | ------------------ | ---- | --------- |
| 1     | Hans-Jürgen Berger | FRG  | 7,70      |
| 2     | Dieter Steinmann   | FRG  | 7,66      |
| 3     | Christian Tourret  | FRA  | 7,58      |
| 4     | Rick Cuttell       | CAN  | 7,52      |
| 5     | Joël Martin        | FRA  | 7,45      |
| 6     | David Watt         | CAN  | 6,25      |

Datum: 14. Juli

### Dreisprung
| Platz | Athlet           | Land | Weite (m) |
| ----- | ---------------- | ---- | --------- |
| 1     | Bernard Lamitié  | FRA  | 15,97     |
| 2     | Serge Firca      | FRA  | 15,97     |
| 3     | Michael Sauer    | FRG  | 15,77     |
| 4     | Wolfgang Kolmsee | FRG  | 15,33     |
| 5     | David Watt       | CAN  | 15,24     |
| 6     | Rick Cuttell     | CAN  | 13,83     |

Datum: 13. Juli

### Kugelstoßen
| Platz | Athlet             | Land | Weite (m) |
| ----- | ------------------ | ---- | --------- |
| 1     | Bishop Dolegiewicz | CAN  | 19,29     |
| 2     | Henning Maßholder  | FRG  | 18,28     |
| 3     | Brian Caulfield    | CAN  | 18,26     |
| 4     | Heinrich Porsch    | FRG  | 17,46     |
| 5     | Philippe Heinrich  | FRA  | 16,31     |
| 6     | Christian Toursel  | FRA  | 16,25     |

Datum: 13. Juli

### Diskuswurf
| Platz | Athlet             | Land | Weite (m) |
| ----- | ------------------ | ---- | --------- |
| 1     | Alwin Wagner       | FRG  | 60,96     |
| 2     | Bishop Dolegiewicz | CAN  | 58,16     |
| 3     | Ain Roost          | CAN  | 56,60     |
| 4     | Peter Schulze      | FRG  | 56,26     |
| 5     | Michel Grosso      | FRA  | 52,00     |
| 6     | Michel Tranchant   | FRA  | 46,44     |

Datum: 14. Juli

### Hammerwurf
| Platz | Athlet             | Land | Weite (m) |
| ----- | ------------------ | ---- | --------- |
| 1     | Hans-Martin Lotz   | FRG  | 67,32     |
| 2     | Gerhard Thiele     | FRG  | 63,88     |
| 3     | Gérard Steunou     | FRA  | 62,38     |
| 4     | Daniel Belliot     | FRA  | 62,24     |
| 5     | Bishop Dolegiewicz | CAN  | 46,12     |
| 6     | Borys Chambul      | CAN  | 39,84     |

Datum: 14. Juli

### Speerwurf
| Platz | Athlet              | Land | Weite (m) |
| ----- | ------------------- | ---- | --------- |
| 1     | Phil Olsen          | CAN  | 77,72     |
| 2     | Serge Leroy         | FRA  | 77,58     |
| 3     | Elmar Tappe         | FRG  | 76,04     |
| 4     | Reinhard Lange      | FRG  | 74,50     |
| 5     | Jean-Jacques Trefou | FRA  | 72,70     |
| 6     | Rick Dowswell       | CAN  | 66,68     |

Datum: 14. Juli